# Neussargues-Moissac
Neussargues-Moissac är en kommun i departementet Cantal i regionen Auvergne-Rhône-Alpes i mitten av Frankrike. Kommunen ligger  i kantonen Murat som ligger i arrondissementet Saint-Flour. År 2022 hade Neussargues-Moissac 834 invånare.

## Befolkningsutveckling
Antalet invånare i kommunen Neussargues-Moissac
Referens:INSEE